# Enzo Cucchi
Enzo Cucchi (Morro d'Alba, província de Ancona, 14 de novembro de 1949 —) é um pintor, escultor e desenhista italiano. Tem sido um membro chave do movimento italiano de transvanguarda, com os seus paisanos Francesco Clemente, Mimmo Paladino, Nicola De Maria, Horacio de Sosa Cordero e Sandro Chia. O movimento alcançou o seu ponto álgido durante os anos oitenta e é considerada uma tendência dentro do neoexpressionismo mundial.

## Biografia
Formou-se como aprendiz de restaurador. Depois trabalhou como topógrafo (1966—1968). A sua primeira exposição data de 1977 e celebrou-se em Milão. Em 1979 criou o grupo de transvanguarda italiana com Chia, Clemente ou Paladino. Formaram o grupo "Arte cifra", tendência artística que se formou a partir de 1977 na Itália como uma reação fortemente individualista à arte conceitual e a arte povera; entre os membros da arte cifra estão Chia, Clemente, Cucchi, de Maria e Paladino.
Participou em documenta 7 (1982) e 8 (1987) de Kassel. Em 1986 celebrou-se uma retrospetiva no Centro Pompidou de Paris e uma exposição individual no Museu Guggenheim Nova York.
Cucchi vive e trabalha em Ancona e Roma.

## Obra
Cada dia explora um quadro sobre a Terra e na margem um sentimento sobe e baixa com o movimento das ondas e quebra sobre a areia.— Enzo Cucchi
Após uns começos conceituais, dedicou-se à figuração, sendo um dos principais expoentes da transvanguarda. Nas obras sobre tela, acompanhadas por numerosos desenhos e com frequência apresentadas com textos poéticos escritos pelo mesmo artista, apropria-se com olhada visionária do mito, da história da arte e da literatura (cani con língua a spasso, 1980 e Eroe senza testa (Heroi sem cabeça), 1981; sia per mare che per terra, 1980), dando vida a composições de grande intensidade simbólica, nas quais com frequência o mundo é representado como um campo de batalha entre dois princípios opostos. Tanto nos seus quadros quanto nas suas esculturas, assume elementos tradicionais.
Além das grandes composições com uso de carvão e da colagem, experimentou o uso de materiais diversos como a terra, a madeira queimada, os tubos de néon e o ferro (série "Vitebsk-Harar", dedicada a A. Rimbaud e K.S. Malevich) abraçando ao mesmo tempo um uso quase caravagista da luz, que da efeitos de profundeza espacial.
Tem realizado também algumas esculturas para espaços públicos. Assim, em 1984 fez uma escultura para o Brulinger-Park de Basileia. Decorou a capela de monte Tamaro perto de Lugano (1992-94, arch. M. Botta). Tem trabalhado como desenhista de vestuário e decorados para obras de teatro (dramas de Heinrich von Kleist), incluídas óperas (de Gioacchino Rossini)